# تشمان (أرومية)
تشمان هي قرية في مقاطعة أرومية، إيران. يقدر عدد سكانها بـ 35 نسمة بحسب إحصاء 2016.